# Stimmengleichheit
Stimmengleichheit liegt bei einer Abstimmung oder Wahl vor, wenn je gleich viele Stimmen für zwei (ggf. auch mehrere) einander gegenüberstehende Alternativen abgegeben wurden. Daraus ergibt sich die Unmöglichkeit einer Entscheidung, so dass zu besonderen Verfahren gegriffen werden muss, um eine Entscheidung herbeizuführen.

## Wesen
Bei Abstimmungen und Wahlen kann es vorkommen, dass einander gegenüberstehende Vorschläge (Optionen, Alternativen, Anträge, Zustimmung und Ablehnung, Kandidaturen usw.) genau gleich viele Stimmen erhalten. Dadurch entsteht eine Situation, in der es zunächst unmöglich ist, eine Entscheidung zu finden. Schlimmstenfalls könnte daraus ein Entscheidungsstillstand entstehen, was vor allem in Fällen, in denen eine Entscheidung nicht ohne Nachteil aufgeschoben werden kann, unerträglich erscheint. Daher werden beim Auftreten von Stimmengleichheit besondere Verfahren durchgeführt, mit denen gleichwohl eine Entscheidung herbeigeführt werden kann.

## Entstehung und Besonderheiten
Stimmengleichheit kann typischerweise unter verschiedenen Voraussetzungen auftreten. Ist die Zahl der Stimmenden oder Wählenden gerade, so kann es bei umstrittenen Themen verhältnismäßig leicht geschehen, dass je genau die Hälfte zur einen und zur anderen Seite neigt; dies ist ein Grund, weshalb oftmals Gremien aus einer ungeraden Anzahl von Mitgliedern zusammengesetzt werden.
Durch Abwesenheiten, schwankende Wahlbeteiligung, Stimmenthaltung oder ungültige Stimmabgabe kann der Effekt einer ungeraden Anzahl allerdings ohne weiteres aufgehoben werden; oftmals können „fehlende“ Stimmen (aus Enthaltung, Abwesenheiten usw.) Stimmengleichheit eben gerade herbeiführen.
Der Wirkung von Abwesenheiten, Enthaltungen u. dgl. kann durch die Einführung einer Stimm- bzw. Wahlpflicht entgegengewirkt werden. Beispielsweise ist es in Kollegialgerichten vorgeschrieben, dass alle Richter eine Stimme abgeben müssen und sich weder enthalten noch leer stimmen dürfen. Als weitere vorbeugende Maßnahme ist die Möglichkeit der Stellvertretung zu erwähnen.
Einen sehr großen Einfluss auf die Wahrscheinlichkeit des Auftretens von Stimmengleichheit hat vor allem die Ausgestaltung des Abstimmungs- bzw. Wahlverfahrens selbst:
Eine Mehrheitswahl mit relativer Mehrheit ist z. B. anfälliger für Stimmengleichheit als eine solche mit absoluter Mehrheit, denn bei relativer Mehrheit kann schon keine Entscheidung mehr erfolgen, wenn drei Kandidaturen gleiche Stimmenzahl erhalten haben. Verhältniswahlrecht ist grundsätzlich gegen Stimmengleichheit immun: Dann erhalten einfach die betroffenen Listen gleiche Sitzanzahl; Stimmengleichheit wird nur innerhalb einer Liste problematisch, wenn bei der Zuteilung des letzten der Liste zustehenden Sitzes zwei oder mehrere in Frage kommende Listenkandidaten gleich viele Stimmen erhalten haben sollten.
Bei Abstimmungen über Sachfragen (Ja-Nein-Entscheidungen) trägt die Ordnung des Verfahrens wesentlich zum Entstehen bzw. Verhindern von Stimmengleichheit bei. Wird auf die Weise abgestimmt, dass alle zum gleichen Gegenstand vorgebrachten Anträge gleichzeitig zur Abstimmung gebracht werden, so kann es vorkommen, dass zwei oder mehrere Anträge je gleiche Stimmenzahl erhalten und keiner obenausschwingt. Ein besseres Vorgehen besteht darin, die Anträge in eine Reihenfolge zu bringen und je paarweise über zwei von ihnen abzustimmen, den jeweiligen Sieger zum nächstfolgenden noch unbehandelten Vorschlag zu stellen und wiederum paarweise abzustimmen (Cup-System). Eine dritte Möglichkeit besteht darin, zunächst getrennt über jeden Vorschlag abzustimmen mit Ja oder Nein, um festzustellen, welche Anträge überhaupt nicht in Frage kommen. Nur jene, die grundsätzlich angenommen wurden, werden anschließend einander gegenübergestellt.

## Lösungsverfahren
Das Auftreten von Stimmengleichheit stellt an sich kein Problem dar, wenn ein im Voraus definiertes Lösungsverfahren bereitsteht, das gleichwohl zu einer eindeutigen Entscheidung führt.
Im Wesentlichen kann die Problematik von Stimmengleichheit also auf die Bestimmung des jeweils geeigneten Lösungsverfahrens beschränkt werden.
Die wichtigsten denkbaren und auch tatsächlich eingesetzten Verfahren sind folgende:
1. Im Voraus festgelegte Entscheidungsregel. Z. B. Stimmengleichheit vor Gericht bedeutet Freispruch, Stimmengleichheit in einer Abstimmung bedeutet Ablehnung, bei einer Wahl wird der ältere Kandidat (Frankreich, kath. Kirchenrecht) gewählt oder der Amtsinhaber.
2. Rekurs an ein anderes Organ. Z. B. Parlament wählt den Präsidenten bei Stimmengleichheit im Wahlmännergremium (USA), bei Stimmengleichheit in einem Organ gilt der Entscheid des vorbereitenden/antragstellenden Organs.
3. Stichentscheid, meist des Präsidenten *a.Stimme des Präsidenten zählt doppelt. Der Unterschied zwischen 3 und 3a liegt darin, dass bei 3 die zum Stichentscheid befugte Person ihre Stimme ausdrücklich abgeben muss und sich dabei anders entscheiden kann als vorher; bei 3a wird die bereits abgegebene Stimme einfach doppelt gewertet. Z. B. Schweiz: Bundespräsident im Bundesrat.
4. Wiederholung der Wahl/Abstimmung. Z. B. Zweiter Wahlgang bei absoluter Mehrheitswahl, Stichwahl.
5. Losziehung. Z. B. allgemein bei Wahlen in der Schweiz, aber auch in Deutschland bei Bundestagswahlen für die Wahl des Wahlkreiskandidaten mit der Erststimme[1].
6. Rekurs auf ein weiteres Entscheidkriterium. Z. B. bei Listenwahl mit gleicher Stimmenzahl für zwei Listen: Bei welcher Liste hat der in Frage kommende Kandidat für den zu vergebenden Sitz mehr individuelle Stimmen erhalten?
7. Vorbeugung durch ungerade Mitgliederzahl eines Organs, Stellvertretung, Verbot der Stimmenthaltung usw. Z. B. in Kollegialgerichten.

Neuauszählung der abgegebenen Stimmen dürfte hingegen nicht zu diesen Lösungsverfahren zählen, da es sich dabei ja nicht um einen Ansatz handelt, eine Entscheidung trotz Stimmengleichheit herbeizuführen, sondern nur um ein Prüfverfahren, mit dem sichergestellt werden soll, ob tatsächlich Stimmengleichheit vorliegt.

## Verweise
Stimmengleichheit wird englisch als tie-vote bezeichnet; das Auflösen einer Stimmengleichheit heißt to break a tie.
Vgl. das Verfahren des tie-break im Sport, v. a. Tennis. Strukturell verwandte Auflösungsmechanismen gibt es nicht nur im Sport, sondern auch im Bereich der EDV/Programmierung, Fehlerbehandlung, Default-Routine, Interrupt.